# 能護寺
能護寺（のうごじ）は、埼玉県熊谷市にある高野山真言宗の寺院。

## 歴史
743年（天平15年）、行基によって開山された。その後、平安時代初期に弘法大師空海によって中興された。
当寺の梵鐘は1701年（元禄14年）に鋳造されたものである。鐘の乳の間の部分に百字真言の梵字が刻まれている。珍しいものであるため、太平洋戦争中の金属供出で一旦供出されたものの、まもなく返還されたという。
当寺は「妻沼のあじさい寺」として知られている。1965年（昭和40年）頃からアジサイを増やし始め、現在では50種類800株にまで増やした。毎年6月になるとアジサイが開花し、多くの観光客が訪れる。

## 文化財

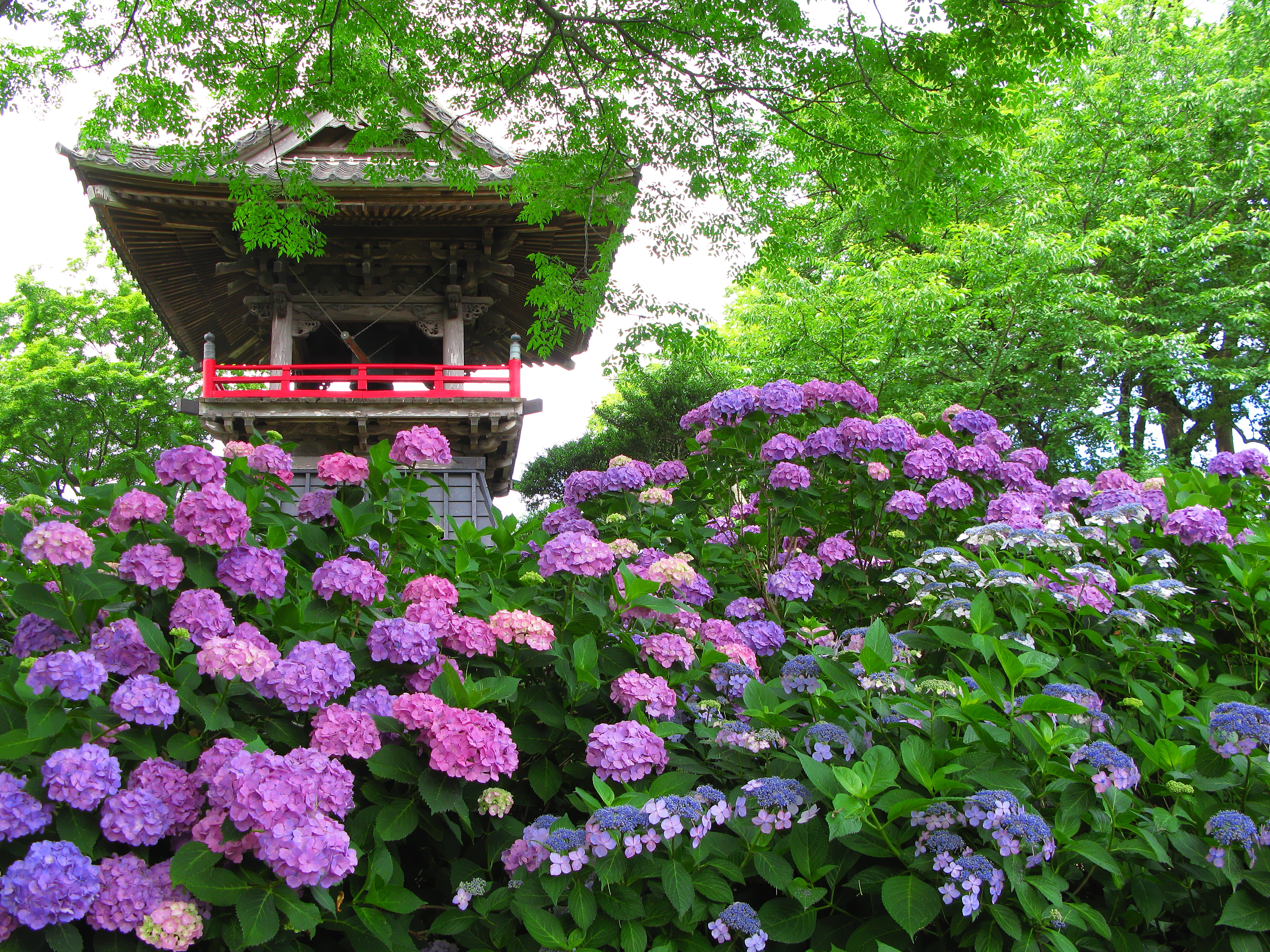
能護寺の鐘楼堂と紫陽花

- 空海筆般若心経（熊谷市指定文化財 昭和34年4月17日指定）[3]
- 阿弥陀三尊板石塔婆（熊谷市指定文化財 昭和34年4月17日指定）[4]
- 能護寺内陣格天井の絵画（熊谷市指定文化財 昭和37年8月30日指定）[5]
- 梵鐘（熊谷市指定文化財 平成6年3月26日指定）[6]

## 交通アクセス
- ゆうゆうバスグライダーワゴン（妻沼行政センター-籠原駅線）あじさい寺（能護寺）停留所下車すぐ。
- 紫陽花シーズンは、上記以外に臨時観光送迎バス「小さないい旅無料シャトルバス」でもアクセスできる。